# Hydriomena catalinata
Hydriomena catalinata là một loài bướm đêm trong họ Geometridae.